# Frank Wisbar

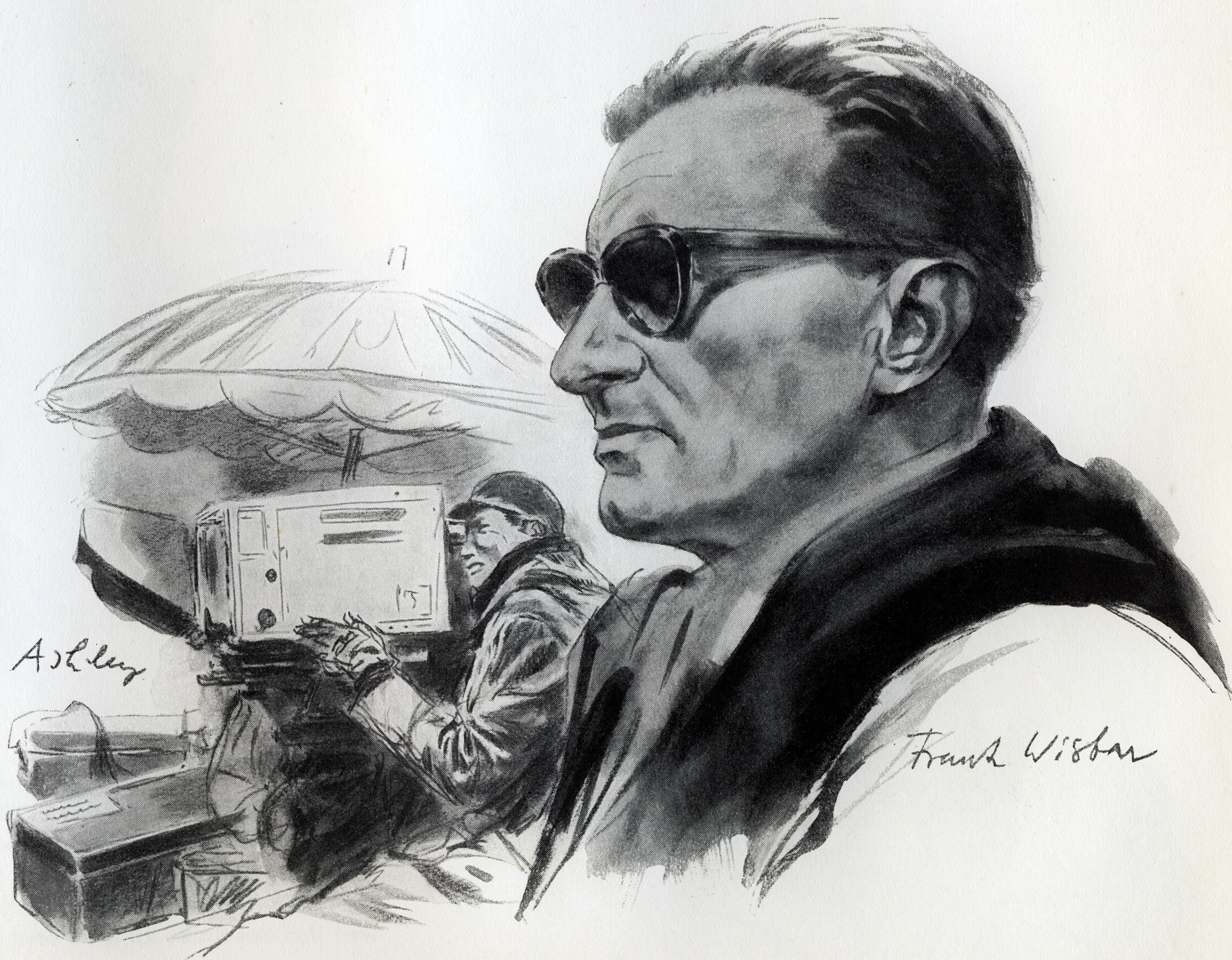
Frank Wisbar bei den Dreharbeiten zum Film Hunde, wollt ihr ewig leben.
Illustration von Helmuth Ellgaard

Frank Bentick Wisbar, von 1932 bis 1938 unter dem Pseudonym Frank Wysbar bekannt (* 9. Dezember 1899 als Franz Paul Wisbar in Tilsit; † 17. März 1967 in Mainz), gilt als bedeutender Filmregisseur des 20. Jahrhunderts, der sowohl mit deutschsprachigen Werken als auch mit amerikanischen Filmen und TV-Serien Erfolge feiern konnte. Er arbeitete mit zahlreichen Schauspielern zusammen, die den deutschen Nachkriegsfilm und das deutsche Fernsehen seit den 1950er-Jahren geprägt haben, darunter Dietmar Schönherr, Brigitte Horney, Horst Frank und Günter Pfitzmann. Zu seinen bekanntesten Werken gehört Hunde, wollt ihr ewig leben.

## Leben

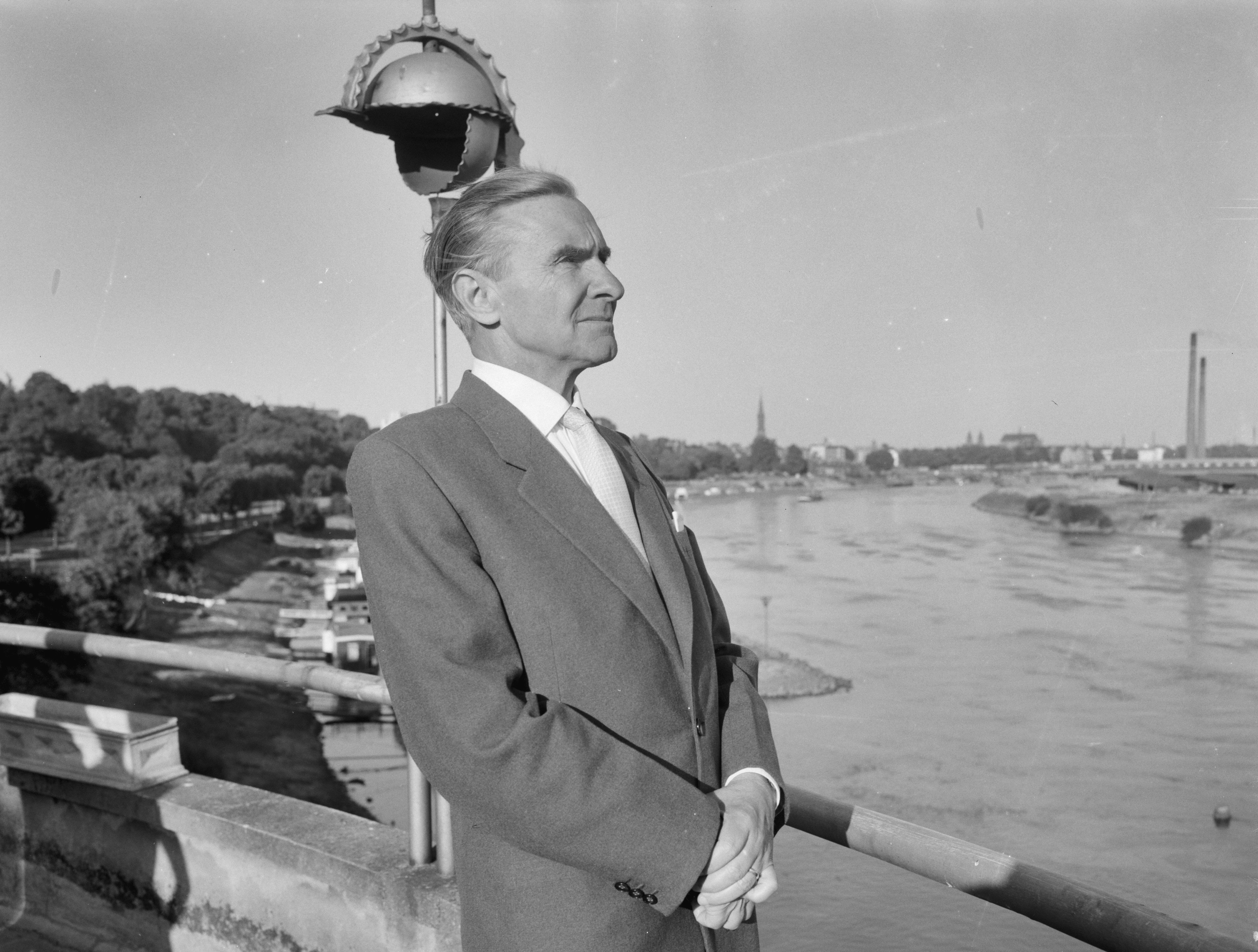
Frank Wisbar, 1959

Frank Wisbar wurde am 9. Dezember 1899 in Tilsit geboren. Über seine Jugend ist wenig bekannt. Seine musischen Neigungen äußerten sich anfänglich in einer intensiven Auseinandersetzung mit der Musik Wolfgang Amadeus Mozarts. Er strebte zunächst eine Karriere als Berufsoffizier an und besuchte eine preußische Kadettenanstalt.
Nach einer zwölfjährigen Militärlaufbahn, die 1927 endete, gab er gemeinsam mit Georg H. Will das Magazin Theater und Kunst heraus, bevor er sich dem Filmschaffen zuwandte. Er wurde zunächst als Regieassistent und Aufnahmeleiter tätig, bis er 1932 die Möglichkeit erhielt, seinen ersten Film mit dem Titel Im Bann des Eulenspiegels selbst zu inszenieren. Hierbei verwendete er zum ersten Mal für seinen Nachnamen die Schreibweise „Wysbar“. Bereits im darauffolgenden Jahr geriet er erstmals mit Kulturfunktionären der Nationalsozialisten in Konflikt, da sein zweiter Film Anna und Elisabeth angeblich das „gesunde Volksempfinden“ verletzte. 1935 schuf er mit Fährmann Maria das wohl künstlerisch bedeutendste Werk seiner gesamten Laufbahn. In der Titelrolle des nur sparsam mit Dialogen versehenen, düsteren Legendenfilmes brillierte Sybille Schmitz, mit der Wysbar anschließend Die Unbekannte drehte.
Nach der Reichspogromnacht 1938 emigrierte er mit seiner nach den rassistischen nationalsozialistischen Gesetzen als nicht „arisch“ geltenden Ehefrau Eva, geb. Krojanker, in die USA. 1940 heiratete er ein zweites Mal, diesmal die Schauspielerin Vera von Langen. In den USA war er zunächst wieder in verschiedenen Funktionen an der Produktion von C-Movies beteiligt, vor allem für das kleine Studio Producers Releasing Corporation. Hier änderte er die Schreibweise seines Namens wieder von „Wysbar“ zurück in „Wisbar“. Ein bemerkenswerter Film aus dieser Phase ist Strangler of the Swamp, eine etwas veränderte Neuverfilmung von Fährmann Maria. Versuche, eines der großen Filmstudios für eine anspruchsvolle Produktion (unter anderem ein Drama über das Leben Mozarts) zu gewinnen, scheiterten. Erfolgreich wurde er in den Vereinigten Staaten erst, als er sich dem neuen Medium Fernsehen zuwandte und ein Pionier der Fernsehshow-Produktion wurde. Seine erste erfolgreiche Show, Fireside Theatre, ermöglichte Frank Wisbar den Aufbau einer eigenen Produktionsfirma, mit der er über 300 Fernsehfilme produzierte und die 125 Mitarbeiter umfasste.
Mitte der 1950er-Jahre kehrte Wisbar als amerikanischer Staatsbürger in die Bundesrepublik zurück, wandte sich von der Massenproduktion ab und der Inszenierung anspruchsvollerer Kinofilme zu. Das Bedürfnis nach Ernsthaftigkeit und der Auseinandersetzung mit der eigenen Geschichte ließ ihn für den Rest seiner Laufbahn den Schwerpunkt seines filmischen Schaffens auf Kriegs- bzw. Antikriegsstoffe legen. 1959 wurde Wisbar mit dem Deutschen Kritikerpreis ausgezeichnet.

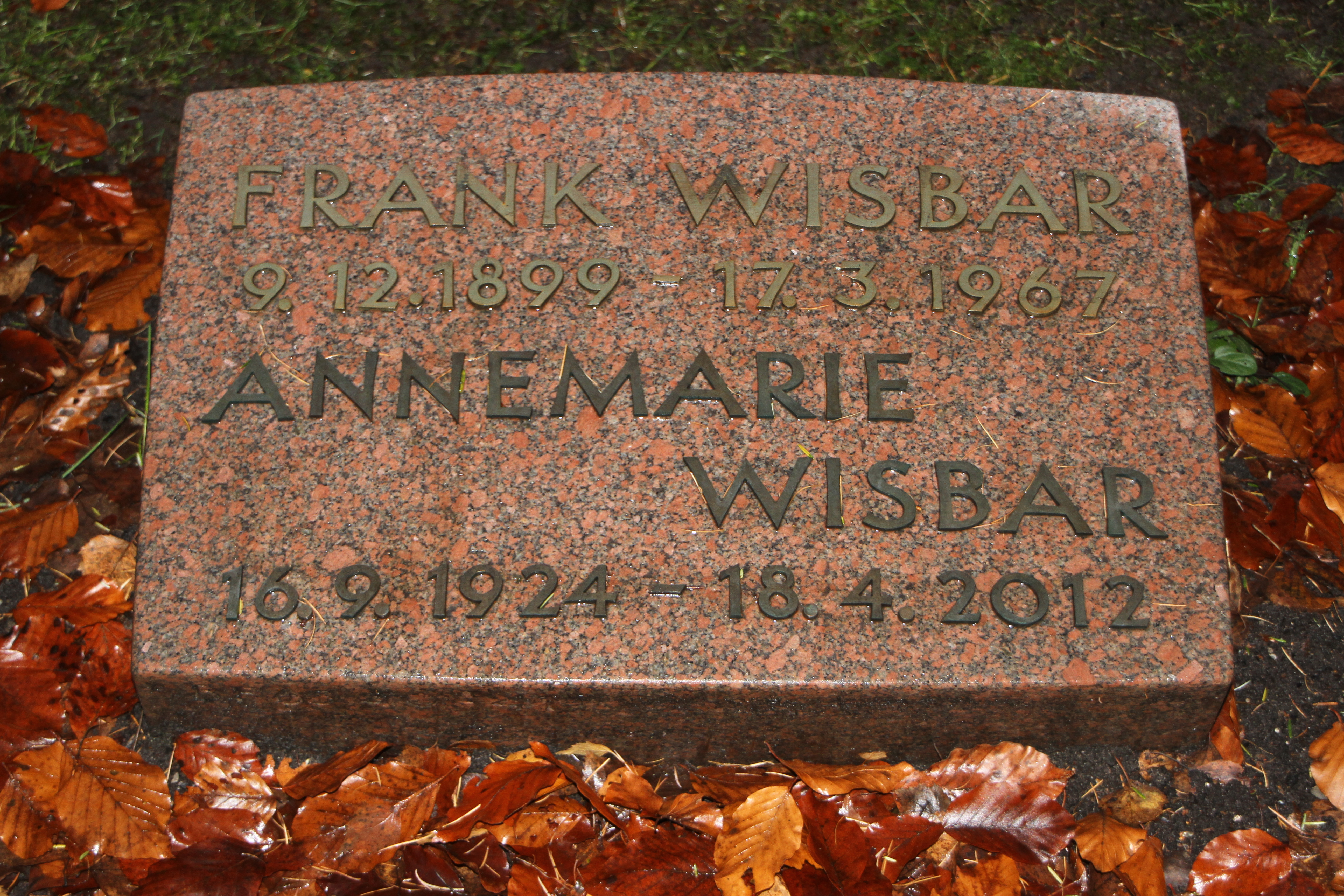
Grabstein von Frank Wisbar auf dem Friedhof Ohlsdorf

Frank Wisbar starb am 17. März 1967 in Mainz an einer Embolie und wurde auf dem Friedhof Ohlsdorf in Hamburg beerdigt (Grablage: BF63 (40-41)).

## Arbeitsweise
Schauspieler wie Joachim Hansen und Günter Pfitzmann beschrieben seine späte Arbeitsweise als äußerst akribisch und um Authentizität bemüht. Wisbar pflegte sich während der Arbeit an einem Drehbuch intensiv mit den Aussagen von Zeitzeugen, Dokumenten und Literatur zu beschäftigen. Er soll regelmäßig den Kontakt zu Nachfahren historischer Persönlichkeiten aus seinen Filmen gesucht haben, um einzelne Formulierungen in Dialogen abzusprechen und sich deren Glaubwürdigkeit zu versichern. Joachim Hansen beschrieb ihn und seine Arbeitsweise als unerbittlich. Frank Wisbar über seine Art, Kino zu machen: „Es ist nutzlos, den nutzlosen Film zu machen. Wenn ich schon in Deutschland arbeite, will ich meinem Gewissen folgen. Und das befiehlt mir, Filme gegen den Krieg zu drehen.“

## Filmografie (meist Regie)
- 1931: Zwischen Zwölf und Viertel Eins (Produktionsleitung)
- 1931: Mädchen in Uniform (Produktionsleitung)
- 1931: Die schwarze Maske (Produktionsleitung)
- 1932: Im Bann des Eulenspiegels[5]
- 1933: Anna und Elisabeth
- 1934: Rivalen der Luft
- 1934: Hermine und die sieben Aufrechten[6]
- 1935: Die Werft zum grauen Hecht
- 1935: Fährmann Maria
- 1936: Die Unbekannte
- 1937: Ball im Metropol
- 1937: Petermann ist dagegen
- 1939: The Tell-Tale Heart (TV)
- 1945: Secrets Of A Sorority Girl
- 1946: Strangler of the Swamp
- 1946: Devil Bat’s Daughter
- 1947: Lighthouse
- 1947: The Prairie
- 1948: The Mozart Story – (zusammen mit Karl Hartl)
- 1949: Der Geisterschütze
- 1954: General Electric Theatre (TV, 4 Folgen)
- 1957: Haie und kleine Fische
- 1958: Hunde, wollt ihr ewig leben
- 1958: Nasser Asphalt
- 1959: Nacht fiel über Gotenhafen
- 1960: Fabrik der Offiziere
- 1961: Barbara
- 1963: Durchbruch Lok 234
- 1963: Marschier oder krepier (Marcia o crepa)
- 1965: Das Feuerzeichen (TV)
- 1965: Willkommen in Altamont (TV)
- 1965: Onkel Phils Nachlaß (TV)
- 1966: S.O.S. Morro Castle (TV, Dokudrama)
- 1967: Flucht über die Ostsee (TV)